# Аудиенция у Агриппы
«Аудиенция у Агриппы» — картина британского художника Лоуренса Альма-Тадемы, написанная в 1876 году на сюжет из истории Древнего Рима. На полотне изображена сцена из повседневной жизни Марка Випсания Агриппы — всесильного друга и зятя императора Октавиана Августа. Агриппа спускается по лестнице, перед ним низко склонили головы двое рабов, статус которых очевиден по коротко остриженным волосам, на переднем плане видна группа просителей. В центре композиции — большая статуя Августа, которая подчёркивает особенность картины как аллегории раболепия.
Искусствоведы отмечают, что «Аудиенция у Агриппы» необычна для творчества Альма-Тадемы: художник предпочитал игнорировать тёмные стороны античной жизни. В любом случае картина снискала большую популярность. Сэр Уильям Армстронг позже заказал копию, но Альма-Тадема предпочёл создать новую вариацию сюжета: на картине, получившей название «После аудиенции», Агриппа поднимается по лестнице, а на тигровой шкуре внизу разложены поднесённые ему дары.
«Аудиенция у Агриппы» хранится в Институте Дика в Килмарноке.